# Đorđe Petrović (football)
Đorđe Petrović (en serbe : Ђорђе Петровић), né le 8 octobre 1999 à Požarevac en Serbie, est un footballeur international serbe qui joue au poste de gardien de but à l'AFC Bournemouth.

## Biographie

### FK Čukarički
Đorđe Petrović est formé au FK Čukarički. C'est avec ce club qu'il fait ses débuts professionnels, le 21 septembre 2019, lors d'une rencontre de championnat de la saison 2019-2020 face au FK Mladost Lučani. Il garde sa cage inviolée et son équipe s'impose sur le score d'un but à zéro ce jour-là.
Dès sa première saison, Đorđe Petrović devient titulaire dans le but de Čukarički, ses prestations ne laissent pas insensible plusieurs formations européennes qui souhaitent le recruter dès l'été 2020. Il entame toutefois la saison 2020-2021 avec son club formateur.[citation nécessaire]

### Revolution de la Nouvelle-Angleterre
Le 6 avril 2022, Petrović signe en faveur du club américain du Revolution de la Nouvelle-Angleterre en Major League Soccer. Il est recruté comme gardien titulaire en remplacement de Matt Turner dont le transfert vers Arsenal est acté depuis plusieurs semaines.

### Chelsea FC
Le 26 août 2023, Đorđe Petrović rejoint le Chelsea FC. Il signe un contrat de sept ans, soit jusqu'en juin 2030, avec une année supplémentaire en option. Le transfert est estimé à seize millions d'euros.

### RC Strasbourg
Le 30 août 2024, Đorđe Petrović rejoint la France en signant au RC Strasbourg sous la forme d'un prêt d'une saison,.
Le 30 avril 2025, il est nommé dans la catégorie du meilleur gardien de Ligue 1 aux côtés de Lucas Chevalier, Gianluigi Donnarumma, Lucas Perri et Gerónimo Rulli,.

### AFC Bournemouth
Le 16 juillet 2025, Đorđe Petrović quitte définitivement Chelsea pour signer en faveur de l'AFC Bournemouth. Il signe un contrat de cinq ans, soit jusqu'en juin 2030 et le montant du transfert est estimé à 25 millions de livres.

### En sélection
En novembre 2020, Đorđe Petrović est appelé pour la première fois avec l'équipe nationale de Serbie pour un match de Ligue des nations face à la Russie. Il reste toutefois sur le banc des remplaçants lors de ce rassemblement.
Đorđe Petrović honore sa première sélection avec l'équipe nationale de Serbie le 25 janvier 2021, lors d'un match amical face à la République dominicaine. Il est titularisé et les deux équipes se neutralisent (0-0),.
Il est retenu dans la liste des 26 joueurs serbes du sélectionneur Dragan Stojković pour participer à l'Euro 2024.

## Palmarès

### Distinction personnelles
- Meilleur joueur du RC Strasbourg pour la saison 2024-2025 (élu par les supporters).
- Nommé pour le prix du Meilleur Gardien de Ligue 1 pour la saison 2024-2025, remporté par Lucas Chevalier.
- Nommé deuxième meilleur joueur du RC Strasbourg pour la saison 2024-2025 (voté par l'Antre du Racing).